# Domnarvsvallen
Domnarvsvallen – stadion położony w Borlänge w Szwecji. Został wybudowany w 1925, gdy powstał klub IK Brage. Zbudowany został w znacznej części z drewna. Jest areną zmagań klubów piłkarskich IK Brage i Dalkurd FF. Stadsparksvallen może pomieścić 5500 widzów.

## Galeria

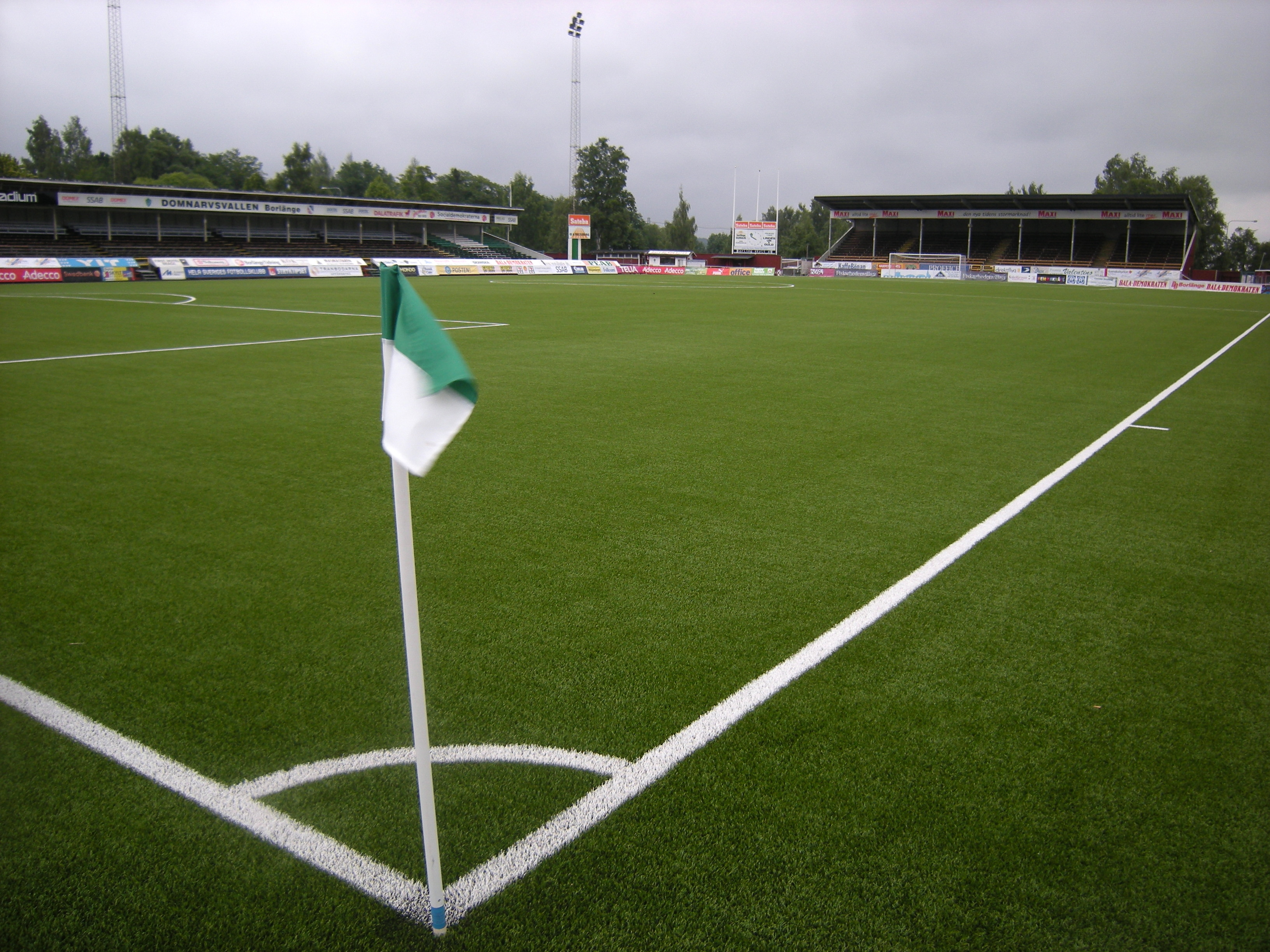